# Association pour l'insertion sociale et professionnelle des personnes handicapées
 (juillet 2024).
 (février 2013).
Si vous disposez d'ouvrages ou d'articles de référence ou si vous connaissez des sites web de qualité traitant du thème abordé ici, merci de compléter l'article en donnant les références utiles à sa vérifiabilité et en les liant à la section « Notes et références ».
La Ligue pour l'adaptation du diminué physique au travail (LADAPT) est une association loi de 1901 reconnue d'utilité publique qui lutte pour l'intégration des personnes en situation de handicap. Créée en 1929 par une vingtaine de personnes handicapées, elle s'est focalisée sur un objectif précis : faire en sorte que la personne handicapée retrouve sa dignité par une réinsertion dans la société active et professionnelle. Ses actions sont centrées sur la scolarisation, la formation des adultes, l'intégration en entreprise de travailleurs issus d'établissements et services d'accompagnement par le travail (ESAT) et le développement des services d'accompagnement.
LADAPT est présent plus de 100 établissements et services d’accompagnement, de formation, d’insertion, de scolarisation ou encore de soin en France et accueille chaque année près de 12 000 personnes handicapées. LADAPT organise depuis 1997 la Semaine pour l’emploi des personnes handicapées (devenue Semaine européenne pour l’emploi des personnes handicapées en 2015) qui connaît un succès grandissant chaque année. De plus, grâce aux bénévoles de son Réseau des Réussites, LADAPT offre un véritable soutien citoyen aux personnes handicapées dans leur recherche d’emploi. 
Dans le cadre des orientations de son nouveau projet associatif, LADAPT entend proposer des réponses innovantes aux besoins des personnes handicapées pour faciliter à chaque étape de leur vie leur insertion sociale et professionnelle. LADAPT reste fidèle à sa mission débutée il y a 90 ans : accompagner la personne handicapée dans son combat ordinaire, celui de sa vie quotidienne, pour que, tous, nous puissions « Vivre ensemble, égaux et différents » (projet associatif 2016-2020).

## Historique

### Reconnaissance et développement
Après la Première Guerre mondiale, une vingtaine de personnes se regroupent pour créer l'Association pour l'insertion sociale et professionnelle des personnes handicapées. Fondée par Suzanne Fouché et Robert Buron, elle se focalise sur un objectif précis : faire en sorte que les personnes handicapées retrouvent leur dignité par une réinsertion dans la société active et professionnelle. 
Malgré les avancées de la société, les handicapés dits « civils » n'ont pas la possibilité de recouvrer une vie normale par rapport aux mutilés de la guerre. Un questionnaire clandestin est alors diffusé pour trouver une solution. Huit cents personnes handicapées issues de différents sanatoriums y répondent. À partir des réponses, LADAPT propose des activités accessibles aux personnes handicapées leur permettant de sortir de leur isolement. 
Dès 1926, Suzanne Fouché réclame l'indépendance financière des personnes handicapées. C'est seulement après la Seconde Guerre mondiale que des grandes avancées en matière de solidarité envers les personnes handicapées sont mises en place. LADAPT décide alors d'ouvrir des ateliers occupationnels et met en place une nouvelle démarche permettant aux personnes handicapées de s'initier à des professions telles que la menuiserie, la cordonnerie, la reliure d'ouvrages, etc.
Reconnue d’utilité publique en 1934, LADAPT amplifie son action et crée à la fin des années 1930 les premiers ateliers occupationnels : Paris, Nogent-sur-Marne et Metz. Ceux-ci permettent à celles et ceux qui y sont accueillis de s’initier à des professions comme la menuiserie, la cordonnerie, ou encore la reliure d’ouvrages. Dans une société où le handicap est mal toléré, il faut attendre 1945 et la fin de la 2e guerre mondiale pour que la société prenne doucement conscience de ses devoirs envers ses citoyens handicapés et voir un premier tournant dans les mentalités.
En 1945, la mentalité des citoyens change et les devoirs de chacun envers les personnes handicapées évoluent. Distinguée par la qualité de ses réalisations, l’association se développe et ouvre alors dans les années 1950 des établissements de formation professionnelle partout en France mais aussi des centres dédiés à la rééducation physique cruciaux dans le processus de réadaptation au travail. À partir de 1950, LADAPT décide de s'ouvrir au travail protégé. Les premiers ateliers protégés et les Centres d'aide au travail (CAT) apparaissent. À travers ce changement, LADAPT décide de créer des établissements de formation professionnelle et des centres de médecine. Parallèlement, la problématique du retour à la vie d'avant pour les victimes des maladies ou d'accidents est abordée. Avec l'aide de grands médecins et de grands hôpitaux, LADAPT met en place la rééducation fonctionnelle permettant de prévenir les séquelles de la maladie ou des blessures et d'éviter l'aggravation de certaines situations. Parallèlement à la fin de l’accueil des tuberculeux, LADAPT développe une activité de réadaptation en faveur d’enfants dont les handicaps moteurs sont peu ou mal compensés ; cinq établissements pour enfants sont ouverts. 
La loi de novembre 1957 marque l'existence officielle du travail protégé, une nouvelle voie pour LADAPT qui a ouvert l'établissement précurseur de travail protégé de l'Eure, le centre Joseph-Arditti à Quessigny près de Saint-André-de-l'Eure qui accueillait jusqu'à 220 travailleurs handicapés. Le centre offrait un travail protégé (CAT) dès son ouverture en 1960.

### Professionnalisation et diversification
Dans les années 1980-90, LADAPT poursuit sa professionnalisation tout en s’ouvrant à de nouvelles formes d’engagement militant.
Pendant les quinze dernières années, la situation de LADAPT a beaucoup évolué. Le changement de ses dirigeants a permis de mettre en place de nouvelles idées. L'association s'ouvre aux actions associatives et militantes.  En 1997, elle crée la Semaine pour l'emploi des Personnes Handicapées et, en 2005, elle poursuit son objectif premier qui est l'insertion des personnes handicapées dans la société active et professionnelle. Cette Semaine pour l'emploi des personnes handicapées est créée dans un contexte où, dans l’esprit collectif, handicap et compétences ne vont pas de pair. C’est également l’occasion de multiplier les actions de sensibilisation auprès du grand public, des entreprises ou des pouvoirs publics et de s’entourer de partenaires du monde économique.
Après avoir organisé en 2003 les états généraux de la citoyenneté des personnes handicapées, LADAPT participe activement à l’élaboration de la Loi handicap de février 2005 portant sur l'égalité des droits et des chances, la participation et la citoyenneté des personnes handicapées.

### Initiatives et orientations nouvelles
En 2011, LADAPT élabore un nouveau projet associatif 2011-2015, portée par l’ambition que chacun puisse « Vivre ensemble, égaux et différents ». La même année, la 15e édition de la Semaine pour l’emploi des personnes handicapées est organisée en présence de la ministre de la cohésion sociale et de la solidarité.
En 2012, convaincue de l’impérieuse nécessité de bousculer l’ordre des choses, elle poursuit son combat et interpelle les candidats aux élections présidentielles et législatives en leur demandant de s’engager sur les thématiques de santé, d’éducation, d’accessibilité, d’emploi. Cet appel prend la forme d’un Pacte citoyen.
2013, année européenne de la citoyenneté oblige, l’association lance son premier baromètre sur la citoyenneté des personnes handicapées. Participation à la vie de la Cité et droit à mener une vie comme chacun, accès à la culture, au sport, à l’emploi, au logement, au transport, à une vie affective et sexuelle… autant de questions posées à la fois aux Français et aux maires à quelques mois des municipales. Près de ¾ des élus locaux reconnaissent que la France est en retard et 77 % des maires estiment qu’il est difficile de mener une politique en faveur des personnes en situation de handicap.
Forte de ce constat, LADAPT poursuit son combat avec la publication d’un texte fondateur intitulé « La Citoyenneté des personnes handicapées selon LADAPT » et interpelle les candidats aux élections municipales et européennes 2014 sur des propositions concrètes.
En 2015, LADAPT lance la première Semaine européenne pour l’emploi des personnes handicapées : après en avoir posé les jalons en 2013 et 2014, elle entraîne avec elle un réseau de partenaires engagés composé d’associations et d’entreprises implantées dans différents pays européens. 2015 est également l’année de l’élaboration du nouveau projet associatif 2016-2020. Baptisé du même nom que le précédent, il est la résultante d’un an de travaux collaboratifs. Dans la continuité de ces actions, l’association décide de poursuivre son ouverture en direction du grand public.
Déjà amorcée par l’opération de sensibilisation « Ouverture de Champ », qui mêle humour, image et handicap, LADAPT lance, le 3 décembre 2015, le premier volet de sa campagne d’interpellation du grand public : #KillLaBetise. L'objectif : déconstruire les préjugés sur les personnes handicapées, en provoquant le dialogue.
Le 1er janvier 2016, l'organisation de l'association passe de 11 territoires à 10 grandes régions, pour répondre au mieux aux enjeux de la réforme régionale en France. Le second volet de KillLaBetise, lancé le 3 juin 2016, connaît un succès grandissant auprès du grand public. Du 14 au 20 novembre 2016, la Semaine européenne pour l'emploi des personnes handicapées fêtera sa 20e édition sous le signe de l'innovation.

## Le projet associatif 2016-2020 de LADAPT

### Quatre axes
LADAPT, l'association pour l'insertion sociale et professionnelle des personnes handicapées pour mettre en œuvre ses projets associatives, s'oriente autour de quatre axes :
- la pleine et entière citoyenneté
- la solidarité active
- la souveraineté
- la liberté dans l’action jusqu’à l’innovation

### Six missions
Les valeurs que nous voulons défendre ne sauraient s’accompagner sans la qualité de nos missions qui sont de :
- Faire valoir les droits des personnes en situation de handicap
- Soigner en médecine de rééducation et réadaptation les personnes de tous âges que sont les enfants et les adultes
- Continuer à éduquer et scolariser les enfants handicapés
- Former les personnes handicapées tout au long de leur vie
- Insérer socialement et professionnellement les personnes en situation de handicap
- Élaborer de nouvelles réponses aux besoins des personnes handicapées

### Trois grandes orientations stratégiques
- Sortir des catégories instituées pour les personnes handicapées et pour les acteurs
- Penser l’action collectivement en associant en amont de toute réflexion les parties prenantes
- Contribuer au « prendre soin » de la personne handicapée en la rendant active dans ses choix

### Neuf actions
- Favoriser la capacité de décider et d’agir de la personne
- Développer la participation de tous les acteurs à la conduite des projets de LADAPT
- Permettre et faciliter l’accès aux soins, optimiser les parcours de soins
- Accompagner dans la durée, en entreprise, la personne handicapée ou fragilisée
- Faciliter l’accès au logement et favoriser l’épanouissement dans l’habitat
- Développer l’accès et la participation à la vie culturelle
- Favoriser l’épanouissement de la personne dans sa vie affective, amoureuse, sexuelle et dans la parentalité
- Favoriser les pratiques sportives
- Accompagner les transitions de la vie

## Ses actions militantes
Pour mettre en place des actions favorisant l'évolution de la situation des personnes handicapées et de leurs droits, LADAPT met en place des actions militantes auxquelles bénévoles, sympathisants et salariés participent. Pour ce faire, elle renouvelle son mode d'interpellation de la société et adapte ses actions. Son seul objectif à travers celles-ci est de créer la rencontre entre personnes handicapées et personnes valides.
Depuis sa création, elle a su mettre en place cinq actions militantes distinctes :
- Réseau des Réussites : réseau national de bénévoles qui propose un parrainage à toute personne handicapée qui en a besoin[2]. Le parrain la conseille et l'accompagne dans sa recherche d'emploi.
- La Semaine pour l'Emploi de personnes handicapées : rencontre entre entreprises et personnes handicapées. Elle a lieu chaque année au mois de novembre. Près de 150 manifestations, Forums pour l'emploi, Jobdating ou Handicafés contribuent à briser les préjugés et à valoriser les compétences.
- Les Jobdatings : permettent de faire des rencontres et favorise la possibilité d'embauche. Il s'agit de mettre en place une situation d'échanges entre personnes handicapées et recruteurs sur les compétences de la personne concernée.
- Les Handicafés : même principe que celui du job dating. Seule différence, la rencontre se fait dans des cafés afin d'installer une atmosphère plus conviviale.
- Les Trophées Handicap et Citoyenneté[3] : il s'agit de récompenser les initiatives collectives ou individuelles de personnes ayant permis de faire tomber ou reculer les barrières physiques ou psychologiques empêchant des personnes handicapées d'accéder à une vie dite « normale ».

LADAPT œuvre également à ce que les personnes handicapées soit intégrées en matière de logement.

## L'intégration des personnes handicapées en milieu ordinaire
L'un des objectifs principaux de LADAPT est d'intégrer des personnes handicapées au sein d'une entreprise ordinaire. Pour ce faire, LADAPT a créé des établissements et services d'accompagnement par le travail (ESAT). Ces derniers permettent aux personnes handicapées qui n'ont pas acquis suffisamment d'autonomie pour travailler en milieu ordinaire, y compris en entreprise adaptée ou de façon indépendante, d'exercer une activité dans un milieu protégé. 
De plus, LADAPT a mis en place un système de formation permettant aux personnes handicapées de s'intégrer plus facilement dans une entreprise ordinaire. Chaque année, ses salariés accompagnent 10 % des personnes handicapées qui veulent travailler en milieu ordinaire et grâce à leur soutien 60 % y arrivent.
Parce que la prise en charge du handicap est l'affaire de tous, LADAPT a créé en 2004, le département national de formation permettant le transfert des savoir-faire issus de la pratique des professionnels de LADAPT. En 2006, elle ouvre des formations pour accompagner les entreprises dans leurs démarches de recrutement et d'intégration de collaborateurs handicapés.